# 正方跳棋
正方跳棋（Halma），是由美國外科醫生George Howard Monks在1883年或1884年於哈佛大學醫學院所推出的兩至四人棋類遊戲。Halma原文為希臘文的，為跳躍之意。正方跳棋採用西洋跳棋的移動方式，卻不吃子，也無強迫跳吃，並是中國跳棋（波子棋）的前身。這個遊戲的靈感來自一個於1854年發明的英國遊戲「Hoppity」。

## 目的
正方跳棋的目的是以最少的移動數目把自己的棋子跳到對角，最快的玩家為之勝利。每回合玩家只能移動一枚棋子︰跳過別人的棋子或移動到旁邊的方格。

## 棋具
- 棋盤為16ｘ16棋格，組成256個棋格。

- 各以棋子區分敵我，依玩家數分配棋子數。
  - 2人：每方有19枚棋子。
  - 4人：每方有13枚棋子。

## 規則
- 每方棋子皆各據四角隅之一。

- 每回合玩家可以有兩種跳法：
  - 跳行：自己的棋子跳過一枚鄰格的棋子，然後落到同方向的緊連空格。棋子可以選擇連跳，而且可改變方向。
  - 步行：自己的棋子直接移動到鄰空格。

- 最先把自己所有的棋子移到對角隅者獲勝[3]。

## 外部連結
- 遊戲歷史 （页面存档备份，存于）
- 遊戲下載[永久]